# メラブ・クヴィリカシヴィリ
メラブ・クヴィリカシヴィリ（グルジア語: მერაბ კვირიკაშვილი、Merab Kvirikashvili、1983年12月27日 - ）は、ジョージアのラグビーユニオン選手。

## プロフィール
- ジョージア・トビリシ出身[1]。
- ポジションはスクラムハーフ(SH)、スタンドオフ(SO)、フルバック(FB)。
- 身長 177cm、体重 80kg
- 元ラグビーリーグ選手でラグビーリーグジョージア代表に選ばれたことがある[2]。
- ジョージア代表通算キャップ数は115でラグビーワールドカップ2003・ラグビーワールドカップ2007・ラグビーワールドカップ2011・ラグビーワールドカップ2015のジョージア代表に選ばれた[3]。

## 略歴
レロ・サラセンズ、ポー、RCマシー、フィゲアック、セイントジュリアン、ヴィエンネ、モンリュソンを経て、2017年、レロ・サラセンズに復帰。